# Jean de Néeff (1909-1999)
Jean de Néeff (Elsene, 2 maart 1909 - 1999) was een Belgisch provinciegouverneur.

## Levensloop
In 1900 werd zijn grootvader Eugène de Néeff (1842-1933) en diens broer Edouard opgenomen in de Belgische adel.
Ridder Jean de Néeff was lid van de PSC en was voor deze partij van 1951 tot 1976 provinciegouverneur van Brabant.
Hij was gehuwd met barones Marie-Madeleine de Gruben (1909-1999).